# Maria João Koehler
Maria João Koehler (* 8. Oktober 1992 in Porto), auch Maria João Köhler, ist eine ehemalige portugiesische Tennisspielerin.

## Karriere
Koehler begann im Alter von sieben Jahren mit dem Tennissport. Seit 2006 spielt sie hauptsächlich auf ITF-Turnieren, wo sie jeweils vier Turniere im Einzel und im Doppel gewann.
2012 gelang ihr die Qualifikation für die Australian Open; sie unterlag in Runde eins Kim Clijsters in zwei Sätzen. Seit 2009 spielt sie mit einer Wildcard regelmäßig im Hauptfeld der Estoril Open, bei denen sie 2012 mit dem Einzug in die zweite Runde ihr bestes Resultat erzielen konnte.
Seit 2008 spielt Koehler für die portugiesische Fed-Cup-Mannschaft; ihre Bilanz weist 11 Siege und 20 Niederlagen aus.
Ihr bislang letztes internationale Turnier spielte Koehler im Juli 2018. Sie wird daher nicht mehr in der Weltrangliste geführt.

## Turniersiege

### Einzel
| Nr. | Datum         | Turnier    | Kategorie    | Belag     | Finalgegnerin   | Ergebnis      |
| --- | ------------- | ---------- | ------------ | --------- | --------------- | ------------- |
| 1.  | 24. Mai 2009  | Cantanhede | ITF $10.000  | Teppich   | Nanuli Pipija   | 6:4, 2:6, 6:1 |
| 2.  | 7. Juni 2009  | Amarante   | ITF $10.000  | Hartplatz | Melanie Gloria  | 6:3, 6:2      |
| 3.  | 29. Juli 2012 | Astana     | ITF $100.000 | Hartplatz | Marta Sirotkina | 7:5, 6:2      |
| 4.  | 1. Juli 2018  | Guimarães  | ITF $15.000  | Hartplatz | Zeel Desai      | 6:1, 3:6, 6:1 |

### Doppel
| Nr. | Datum              | Turnier                    | Kategorie   | Belag             | Partnerin             | Finalgegnerinnen                             | Ergebnis    |
| --- | ------------------ | -------------------------- | ----------- | ----------------- | --------------------- | -------------------------------------------- | ----------- |
| 1.  | 17. Mai 2009       | Vila Real de Santo Antonio | ITF $10.000 | Sand              | Joana Pangaio-Pereira | Rebeca Bou-Nogueiro Sheila Solsona-Carcasona | 2:2 Aufgabe |
| 2.  | 17. Juli 2011      | Cáceres                    | ITF $25.000 | Hartplatz         | Richèl Hogenkamp      | Victoria Larrière Irena Pavlovic             | 6:4, 6:4    |
| 3.  | 17. September 2011 | Zagreb                     | ITF $50.000 | Sand              | Katalin Marosi        | Maria Abramovic Mihaela Buzărnescu           | 6:0, 6:3    |
| 4.  | 24. September 2011 | Shrewsbury                 | ITF $75.000 | Hartplatz (Halle) | Katalin Marosi        | Amanda Elliott Johanna Konta                 | 7:63, 6:1   |

## Abschneiden bei Grand-Slam-Turnieren

### Einzel
| Turnier         | 2012 | 2013 | Bilanz | Karriere |
| --------------- | ---- | ---- | ------ | -------- |
| Australian Open | 1    | 2    | 1:2    | 2        |
| French Open     | —    | 1    | 0:1    | 1        |
| Wimbledon       | —    | 1    | 0:1    | 1        |
| US Open         | —    | 1    | 0:1    | 1        |